# Comuna Rekșîn, Berejanî
Rekșîn (în ucraineană Рекшин) este o comună în raionul Berejanî, regiunea Ternopil, Ucraina, formată din satele Dvirți, Pîsarivka, Potoceanî, Rekșîn (reședința) și Strîhanți.

## Demografie
Componența lingvistică a comunei Rekșîn
     Ucraineană (99,88%)
     Alte limbi (0,12%)
Conform recensământului din 2001, majoritatea populației comunei Rekșîn era vorbitoare de ucraineană (99,88%), existând în minoritate și vorbitori de alte limbi.